# Friedrich Adolph Kritzinger
Friedrich Adolph Audemar Kritzinger (* 16. November 1726 in Leipzig; † 13. Juli 1793 ebenda) war ein deutscher Autor, Buchhändler, Antiquar, Verleger, Französischlehrer und Übersetzer.

## Leben und Wirken
Friedrich Adolph Kritzinger wurde als Sohn des Sprachlehrers und Parömiologen Christian Wilhelm Kritzinger (1689–1781) geboren. Über sein Leben gibt es kaum weitere gesicherte Angaben, außer dass er selbst auch wie sein Vater als sogenannter Sprachmeister für Französisch arbeitete.  Mit ihm wohnte Kritzinger bis zu dessen Tod unter einem Dach (zuletzt am Neumarkt), beide arbeiteten als Französischlehrer u. a. für die Leipziger Universität. Er arbeitete ab mindestens 1765 auch als Antiquar und Buchhändler von Nachdrucken von Dissertationen, Disputationen und theologischer Literatur, sein Ladengeschäft hatte er in jenem Jahr am Torweg des Paulinums, später betrieb er am Neumarkt eine Buchhandlung. In den Leipziger Adressbüchern jener Jahre wird er bis zu seinem Tod nur als Sprachmeister in der französischen Sprache aufgeführt.

Die Spaziergänge bey Leipzig, 1781

Die Geschichte der Stadt Leipzig, 1778–1779

Die Kafeekanne, ein Kafeegespräch des Herrn Studio mit der Madame Savante vom Kafee, 1782

Er publizierte ab 1761 ausschließlich anonym oder unter Pseudonymen wie Wilhelm Tissot, M. W. Danneil, Marot oder Hans guck in die Welt mit teilweise fiktiven Erscheinungsorten. Kritzinger gilt als der Verfasser und Verleger einer Reihe von Erzählungen und überwiegend satirischen und teilweise erotisch-frivol angehauchten Genreskizzen. In mehreren Titeln gibt Kritzinger den Philosophen und Dichter Christian Fürchtegott Gellert als Vorbild an. Bis in das 20. Jahrhundert hinein hatte er einen sehr zweifelhaften Ruf inne, der Germanist Georg Witkowski bezeichnete die Schriften Kritzingers im Jahr 1909 noch als „Sumpfliteratur der kleinen Pasquille und Pamphlete“ und den Autor selbst als „spekulativen Buchhändler und literarischen Schwindler“. Vor allem die Werke über seine Heimatstadt Leipzig und deren Vororte, insbesondere die Spaziergänge nach… zählen heute zu wichtigen Quellen zum gesellschaftlichen Leben des 18. Jahrhunderts rund um die Messestadt.
Kritzingers Die Geschichte der Stadt Leipzig (1779) sowie Die Kafeekanne, ein Kafeegespräch des Herrn Studio mit der Madame Savante vom Kafee (1782) gelten heutzutage durchaus als ernstzunehmende Standardwerke zur Leipziger Geschichte bis zu jener Zeit beziehungsweise zur Kulturgeschichte des Kaffees. Das erste Buch behandelt die Leipziger Stadtgeschichte etwas unsortiert bis zum Erscheinungsjahr des Buches, in dem zweiten Titel in Form eines Dialogs wird die Geschichte des Kaffees belehrend, anschaulich und detailliert dargestellt.
Kitzinger veröffentlichte auch zahlreiche Bücher mit vermeintlich seriös-medizinischem Hintergrund, bei denen er Pseudonyme bekannter Wissenschaftler verwendete und deren Werke kompilierte oder auch unter ihren Namen eigene Werke mit Versatzstücken zeitgenössischer und älterer Fachliteratur verfasste. Einige Titel unter dem Pseudonym Wilhelm Tissot (in Anlehnung an den Schweizer Arzt Simon-Auguste Tissot, der im 18. Jahrhundert für seine Schriften bekannt war, in denen er sich gegen die Selbstbefriedigung richtete) sind nicht unbedingt komplett Kritzinger anzurechnen. Adolf Callisen vermutet in seinem Hauptwerk Medicinisches Schriftsteller-Lexicon, dass mehrere Personen das Pseudonym Wilhelm Tissot für ihre Publikationen nutzten. Aus dem Französischen übersetzte er Werke des Mediziners J. D. T. de Bienville (1726–1813).
Kritzinger war äußerst produktiv, die genaue Zahl seiner Werke ist nicht bekannt. Er veröffentlichte teilweise mehrere Bücher pro Jahr. Der Großteil von Kritzingers Schriften war mit einem zweistelligen Seitenumfang kompakt, oft mehrbändig, recht leicht lesbar und relativ günstig im Preis. Daher waren viele seiner Bücher sehr verbreitet und wurden in großer Stückzahl verkauft.
Kritzinger hatte mehrfach mit Bücherverboten zu kämpfen, so wurde ihm 1765 durch die Kurfürstlich Sächsische Bücher-Commission zu Leipzig unterlassen, Abhandlungen aus Johann August Ernestis Neuer theologischer Bibliothek nachzudrucken, auch 1777 stand er bezüglich eines Bücherverbots vor Gericht.

## Werke (Auswahl chronologisch)
- Angenehmer Zeitvertreib, in neuen Erzählungen und Satiren. Scherzfeld [= Leipzig] 1761.[7] (online)
- Das Frauenzimmer, Oder: Die scherzende Venus, in Begebenheiten nach der Mode. Amsterdam [= Leipzig] 1761. (online)
- Für die jungen Herren nach der Mode. Paris [= Leipzig] 1761.[8] (online)
- Der Jüngling und die Schöne oder Vergnügen und Anmuth in Begebenheiten, geschildert von einem Liebhaber Gellertischer Schriften. Amsterdam [= Leipzig] 1761. (online)
- Leben der Spanischen Gräfinn von R*** nebst zärtlichen Erzählungen. Geschildert von einem Liebhaber Gellertscher Erzählungen. London [= Leipzig] 1761.[8] (online)
- Wilhelm Tissot [ = Friedrich Adolph Kritzinger]: Die Weinflasche Chokolaten und Theekanne, ein curiöses Gespräch eines Herrn mit einer Dame vom Wein, Chokolate, Tee, Brantewein, Bier, Wasser, Schnupf- und Rauchtabak. 1761. (online)
- Die Gräfinn von R***. Amsterdam [= Leipzig] 1762. (online)
- Der Graf von B... Eine Geschichte von angenehmen Innhalte, aus dem Londner Magazin. 1762. (online)
- Der Greis, in der Einsamkeit, betrachtet die Menschen und die Zeiten. Kritzinger, 1762. (online)
- Der Jüngling und die Schöne. In Blättern zum Vergnügen. Von einem Liebhaber Gellertischer Schriften. 1762. (online)
- Das ländliche Vergnügen, in frohen Begebenheiten von einem Liebhaber Gellertscher Schriften. Amsterdam [= Leipzig] 1762.[9]
- Leben und Begebenheiten der sächsischen Gräfinn von ***. 1762. (online)
- Das neue Buch ohne Nahmen, in Gellertschen Nachahmungen, angenehmen Begebenheiten, und nützlichen Erzählungen. Amsterdam [= Leipzig] 1762. (online)
- Leben und Begebenheiten der Sächsischen Gräfinn von ***. 1763. (online)
- [Friedrich Adolph Kritzinger, Christian Heinrich Lincke]: Die bunte Reihe, oder eine Handvoll lustigsatyrischer Gespräche, zwischen Leipziger neugierigen Junggesellen und politischen Mädchen. Scherzfeld [= Leipzig] 1764. (online)
- Der Freund in der Einsamkeit. Hamburg [= Leipzig] 1764. (online)
- Das lustige Leipzig. Scherzfeld [= Leipzig] 1764.[10] (online, Ausgabe 1802)
- Der lustige Leipziger. Spasfeld [= Leipzig] 1764.[11] (online)
- Die lustigen Leipzigerinnen. 1764. (online)
- Die lustigen Muttersöhnchen. 1764.[8] (online)
- Der Roman ohne Namen, oder: Amalia und Lorgen, ein Scherzgespräch zweier Leipziger Jungmägde. 1764.[8] (online)
- Satyren, oder Scherzgespräche zweier Näthermädchen unter der Leipziger Lindenallee. 1764. (online)
- Das Buch ohne Titel in Versen. Hamburg [= Leipzig] 1765.[8]
- Komischer Roman von zwey Frauenzimmern. Scherzfeld [= Leipzig] 1765.[8] (online)
- *** [= Friedrich Adolph Kritzinger]: Der Englische Greis. [24 Teile]. Hamburg [= Leipzig] 1765–1769.[12] (online)
- Die glückliche Heirath. Allen zum Vergnügen von G***. Zürich [= Leipzig] 1765.[8]
- Der Leipziger Spaziergänger. Kosmopoli [ = Leipzig] 1765.[13]
- M. H. [= Friedrich Adolph Kritzinger]: Sammlung von verschiedenen raren sympathetischen, magnetischen und andern Curen. Wie auch von andern wunderbaren und in der Haushaltung nützlichen Kunststücken und Experimenten. Altona [= Leipzig] 1768. (online)
- M. W. Danneil [= Friedrich Adolph Kritzinger]: Aussichten in den ewigen Wohnungen. Frankfurt [= Leipzig] 1769.[14] (online)
- Young der Zweyte [= Friedrich Adolph Kritzinger]: Freude, Leben und Taggedanken. [6 Teile]. Hamburg [= Leipzig] 1769 (online Teile 1–6)
- M. W. Danneil [= Friedrich Adolph Kritzinger]: Der Christ als Fremdling in der Nacht. [Drei Teile]. Frankfurt [= Leipzig] 1770.[14]
- Der Christ in der Nacht. Hamburg [= Leipzig] 1770. (online)
- Tissot [= Friedrich Adolph Kritzinger]: Die Erzeugung der Menschen und Heimlichkeiten der Frauenzimmer. [Vier Teile]. Frankfurt [= Leipzig] 1773–1777.[15] (online Teil 1, online Teil 2, online Teil 3, online Teil 4)
- D. Tissot [= Friedrich Adolph Kritzinger]: Lehrreich Lustig und Nützlicher Zeitvertreib Für den Bürger und Landmann. Bestehend In Geschichten Fabeln Erzählungen Lieder und dergleichen, theils zum Nutz- theils zur Lust, für Bürgern und Landleuthe, aus verschiedenen Bücheren zusammen getragen. Nebst einigen Gesund- und Krankheits Regeln, für den gemeinen Mann. 1774. (online)
- Tissot [= Friedrich Adolph Kritzinger]: Entdeckungen und besondere Heimlichkeiten der Mannspersonen und Frauenzimmer. Frankfurt [= Leipzig] 1775. (online)
- Hans guck in die Welt [= Friedrich Adolph Kritzinger]: Mode-Modernitäten, für Mannspersonen und Frauenzimmer curiös zu lesen. 1775. (online)
- [als Übersetzer] J. D. T. de Bienville: Der Familienarzt, und der Arzt der Gelehrten. Ein Werk vortrefflichen Inhalts. Strasburg [= Leipzig] 1776. (online)
- [als Übersetzer] J. D. T. de Bienville: Medicinische Abhandlungen über die Fehler der Menschen in Absicht auf die Gesundheit. Strasburg [= Leipzig] 1776. (online)
- Marot [= Friedrich Adolph Kritzinger]: Lustige Plaudereyen. Zwei Theyle. 1776.[8]
- T. [= Friedrich Adolph Kritzinger]: Die physische Venus. Lycoris selbst kann es lesen. 1776. (online)
- Wilhelm Tissot [= Friedrich Adolph Kritzinger]: Besondere Entdeckungen von der Schönheit der Frauenzimmer, nebst Schönheitsmitteln dieselbe zu erhalten. 1777. (online)
- Wilhelm Tissot [= Friedrich Adolph Kritzinger]: Die Gesundheit der Menschen, und von der Oeconomie des Leibes beyderley Geschlechts. 1777. (online)
- Der Christ als Philosoph. Frankfurt [= Leipzig] 1778.[14]
- Wilhelm Tissot [= Friedrich Adolph Kritzinger]: Das physiologische Taschenbuch, von der Natur des Menschen für Männer und Frauen, in welchem die Erzeugung der Menschen zu finden. [2 Bände]. 1778. (online Teil 1 und online Teil 2)
- Die Geschichte der Stadt Leipzig. 1779. (online)
- M.E.G.H. [= Friedrich Adolph Kritzinger]: Die Spaziergänge bey Leipzig, in Gesellschaft eines Freundes aus Niedersachsen besucht, und poetisch beschrieben. 1780.[16]
- Der Christ als Fremdling in der Welt. Hamburg [= Leipzig] 1781. (online)
- Der Gosenbruder und die Rückkehr von Eutritzsch. 1781. (online)
- Die Promenaden bey Leipzig, und zwar Der Spaziergang nach Eutritzsch. 1781. (online)
- Die Spaziergänge bey Leipzig, in Gesellschaft eines Freundes besucht, und gereimt beschrieben. 1781. (online)
- Die Spaziergänge bey Leipzig, oder: Die Dorfhochzeit in Gesellschaft eines Freundes besucht. 1781. (online)
- Der Spaziergang in Kuchengarten. 1781. (online)
- Der Spaziergang nach Gohlis. 1781. (online)
- Gespräche im Reiche der Toten zwischen dem Antiquar und Sprachmeister, Adolph Friedrich Kritzinger, und dem Antiquar Petschke in der Ritterstrasse. In: Sämtliche Papiere, welche bey Gelegenheit der zwischen Herrn D. Ernst Platner und Herrn Johann Karl Wezel entstandenen Streitigkeit gedruckt worden. Leipzig und Halle (Saale) 1782, DNB 1137228296.
- Wilhelm Tissot [= Friedrich Adolph Kritzinger]: Die Kafeekanne, ein Kafeegespräch des Herrn Studio mit der Madame Savante vom Kafee. 1782. (online)
- Wilhelm Tissot [= Friedrich Adolph Kritzinger]: Besondere Entdeckungen von der Schönheit der Frauenzimmer, nebst Schönheitsmitteln dieselbe zu erhalten. Frankfurt und Leipzig [= Leipzig] 1783. (online)
- Das goldne Buch für Hypochondristen und für hysterische Frauenzimmer, in Absicht auf ihre Gesundheit. 1784. (online)
- Spassmanns lustige Erzählungen und Begebenheiten. 1784.[8]
- Wilhelm Tissot [= Friedrich Adolph Kritzinger]: Das Curiöse Buch für Menschen, die Kenntnisse von ihrem Körper, von der Erzeugung der Menschen, von den Heimlichkeiten des schönen Geschlechts und der Mannspersonen suchen, auch lange leben wollen. [12 Teile]. Altona [= Leipzig], 1785–1792. (online Teil 1, online Teil 2, online Teil 3, online Teil 4, online Teil 5, online Teil 6, online Teil 7)
- Wilhelm Tissots Schriften. Band 1: I. Das physiologische Taschenbuch. II. Kunst Mädchen und Jungen zu bilden. III. Die physische Venus. Frankfurt [ = Leipzig] 1786.[17]
- [vermutlich als Übersetzer] Séverin Pineau: Pinäus von der Jungferschaft, und von der Erzeugung der Menschen. 1786. (online)
- Wilhelm Tissot [= Friedrich Adolph Kritzinger]: Von der Erzeugung der Menschen beyderley Geschlechts. 2. Auflage, Frankfurt und Leipzig 1788.[18]
- Tissot [= Friedrich Adolph Kritzinger]: Die Erzeugung der Menschen und Heimlichkeiten der Frauenzimmer. [Vier Teile]. 1791. (online Teil 1, online Teil 2, online Teil 3, online Teil 4)
- Wilhelm Tissot [= Friedrich Adolph Kritzinger]: Das curiöse Ehestands-Buch für Eheleute und Ehestandslustige, worinn die Erzeugung der Menschen, die Heimlichkeiten der Frauenzimmer und die Jungfernschaft natürlich beschrieben sind. [Drei Teile]. 1794–1795. (online Teil 3)
- Wilhelm Tissot [= vermutlich Friedrich Adolph Kritzinger]: Neue medicinische Hausapotheke, alle innerliche und äuserliche Krankheiten mit leichten Mitteln in kurzer Zeit zu heilen. [Drei Teile]. 1794.[19]